# Wisconsin–Madison Egyetem
A Wisconsin–Madison Egyetem (University of Wisconsin–Madison, röviden UW–Madison, vagy a Madison) az Amerikai Egyesült Államok Wisconsin állama Madison városában, 1848-ban James Knox Polk elnöksége alatt alapított nyilvános kutató intézmény, az állam legnagyobb egyeteme, több mint 44 000 hallgatóval.

## Személyiségek

### Tanárok

#### Nobel-díjasok
- Joseph Erlanger – orvosi-fiziológiai, 1944
- Har Gobind Khorana – orvosi-fiziológiai, 1968
- Joshua Lederberg – orvosi-fiziológiai, 1958
- Howard Martin Temin – orvosi-fiziológiai, 1975
- Wigner Jenő – fizikai, 1963

#### További professzorok
- Harry Harlow – pszichológia
- Aldo Leopold – ökológia, környezetvédelem, író
- Abraham Maslow – pszichológia
- Harry Partch – zeneszerzés
- Carl Rogers – pszichológia

### Egykori hallgatók

#### Nobel-díjasok
- Erwin Neher (1944-), orvosi 1991
- John Bardeen (1908–1991), fizikai, 1956 és 1972
- Paul D. Boyer (1918–2018), kémiai, 1997
- Günter Blobel (1936–2018), orvosi-fiziológiai, 1999
- William C. Campbell (* 1930), orvosi-fiziológiai, 2015
- Har Gobind Khorana (1922–2011), orvosi-fiziológiai, 1968
- Jack Kilby (1923–2005), fizikai, 2000
- Joshua Lederberg (1925–2008), orvosi-fiziológiai, 1958
- Alan G. MacDiarmid (1927–2007), kémiai, 2000
- Edward Lawrie Tatum (1909–1975), orvosi-fiziológiai, 1958
- Howard Martin Temin (1934–1994), orvosi-fiziológiai, 1975

#### Művészet, szórakoztatás, média
- Jane Kaczmarek színésznő (Malcolm)
- Butch Vig a Garbage rockbanda dobosa
- Eudora Welty író (Pulitzer-díj (USA))
- Frank Lloyd Wright építész
- Clifford D. Simak tudományos-fantasztikus író, újságíró

### Politika, gazdaság
- Dick Cheney, az Amerikai Egyesült Államok alelnöke
- Lynne Cheney, Dick Cheney felesége
- Russ Feingold, USA-szenátor
- Alberto Fujimori, Peru elnöke (1990–2000)
- Herb Kohl, USA-szenátor
- Gaylord Nelson, USA-szenátor, a Föld napja alapítója
- Lee R. Raymond, ExxonMobil-elnök

#### Sport
- Eric Heiden, gyorskorcsolyázó
- Russell Wilson, amerikaifutball-játékos

#### Továbbiak
- Laurel Blair Salton Clark, űrhajósnő
- Charles Lindbergh, repülőpilóta a hőskorból
- Harry Partch, avantgárd zeneszerző
- Brewster Hopkinson Shaw, űrhajós (Space Shuttle Columbia), igazgató (NASA)

## Tagság
Az egyetem az alábbi szervezeteknek a tagja:
- Amerikai Oktatási Tanács
- arXiv
- Amerikai Főiskolák és Egyetemek Szövetsége
- Association of American Universities
- Kutatókönyvtárak Szövetsége
- Consortium of Social Science Associations
- DataCite
- Digitális Könyvtárak Szövetsége
- Dryad
- NextGen Service Corp
- ORCID
- Shibboleth Konzorcium
- Nemzeti Bölcsészettudományi Szövetség
- Open Education Network
- Információhálózati Koalíció
- Association of Public and Land-grant Universities
- Kutatókönyvtárak Központja
- Scholarly Publishing and Academic Resources Coalition
- Council on Governmental Relations

## Leányszervezetek
Az egyetem alá az alábbi szervezetek tartoznak:
- Morgridge Kutatóintézet
- Institute for Clinical and Translational Research, University of Wisconsin, Madison
- Center for the History of Print and Digital Culture, University of Wisconsin
- Wisconsin–Madison Egyetem Radiológia Tanszék
- Department of Communicative Sciences and Disorders, University of Wisconsin-Madison
- Department of Obstetrics and Gynecology, University of Wisconsin-Madison
- Center for the History of Print Culture in Modern America, University of Wisconsin
- Recycled Materials Resource Center
- American Institute of Pakistan Studies
- Wisconsin–Madison Egyetem Gyógyászati és Közegészségügyi Iskola
- Wisconsin Sea Grant
- University of Wisconsin–Madison College of Letters and Science

## Ingatlanok és szervezetek
Az egyetem alá az alábbi ingatlanoknak és szervezeteknek a tulajdonosa:
- Camp Randall Stadium
- Kohl Center
- LaBahn Arena

## Fordítás
- Ez a szócikk részben vagy egészben  az   Universitá del Wisconsin–Madison című olasz Wikipédia-szócikk ezen változatának fordításán alapul.  Az eredeti cikk szerkesztőit annak laptörténete sorolja fel. Ez a jelzés csupán a megfogalmazás eredetét és a szerzői jogokat jelzi, nem szolgál a cikkben szereplő információk forrásmegjelöléseként.
- Ez a szócikk részben vagy egészben  az   University of Wisconsin–Madison című német Wikipédia-szócikk ezen változatának fordításán alapul.  Az eredeti cikk szerkesztőit annak laptörténete sorolja fel. Ez a jelzés csupán a megfogalmazás eredetét és a szerzői jogokat jelzi, nem szolgál a cikkben szereplő információk forrásmegjelöléseként.